# Kawandella pallidomaculata
Kawandella pallidomaculata är en insektsart som beskrevs av Synave 1959. Kawandella pallidomaculata ingår i släktet Kawandella och familjen vedstritar. Inga underarter finns listade i Catalogue of Life.